# دومينيك شوفالييه
دومينيك شوفالييه (بالفرنسية: Dominique Chevalier)‏ هو لاعب كرة قدم فرنسي في مركز الدفاع، ولد في 26 يونيو 1956 في Ambert ‏ في فرنسا، وتوفي في 16 أغسطس 2012 في فالانس في فرنسا. لعب مع نادي فالينسيان.

## وصلات خارجية
- دومينيك شوفالييه على موقع قاعدة بيانات كرة القدم.إي يو (الإنجليزية)
- دومينيك شوفالييه على موقع عالم كرة القدم.نت (الإنجليزية)